# Švédská rallye 2003

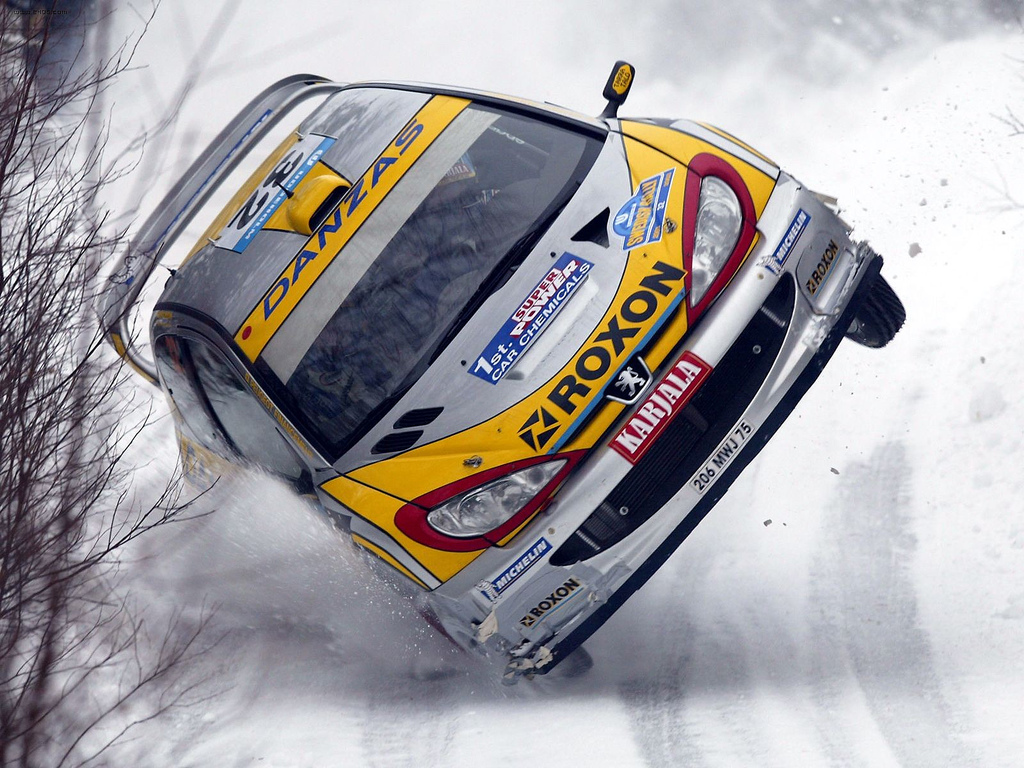
Juuso Pykälistö

Švédská rallye 2003 byla druhou soutěží mistrovství světa v rallye 2003. Byla pořádána ve dnech 7. až 9. února. Trať měřila 386,91 km. Zvítězil zde Marcus Grönholm s vozem Peugeot 206 WRC.

## Průběh soutěže
První zkoušku vyhrál Sébastien Loeb s vozem Citroën Xsara WRC. Na druhém testu ale napadl nový sníh a Loeb který jel jako první trať ujížděl svým soupeřům. Postupně se propadl až na 18. pozici. Druhý a třetí test vyhrál Grönholm a posunul se do vedení. Na druhé pozici se držel Tommi Mäkinen s vozem Subaru Impreza WRC. Na třetí pozici byl Richard Burns s dalším Peugeotem, který měl problémy s diferenciálem a ruční brzdou. Poslední jezdec týmu Peugeot Sport Harri Rovanperä byl na čtvrté pozici. V předposledním testu etapy havaroval Francois Duval s vozem Ford Focus RS WRC. Jeho vůz zaterasil trať a test byl zrušen.
Zpočátku druhé etapy vyhrával Grönholm, ale v jednom testu poškodil řízení svého vozu. S vozem se dostal do servisu a vedení tak udržel. Na pátém testu havaroval Juuso Pykalistö. Když mu diváci pomohli vrátit se na trať, narazil do něj Rovanperä. Oba ze soutěže odstoupili. Ze třinácté pozice se na pátou posunul Colin McRae a z osmnácté na desátou Loeb. Grönholm stále vedl před Mäkinenem a Burnsem. Na čtvrté pozici byl Markko Märtin s Fordem, na šesté Petter Solberg se Subaru a na sedmé Toni Gardemeister s vozem Škoda Octavia WRC. Z devatenácté na čtrnáctou pozici se posunul Roman Kresta.
Ve třetí etapě bojoval grönholm o vedení s Mäkinenem. mäkinen ale zvolil špatné pneumatiky a skončil na druhépozici. Loeb se posunul před gardemeistera. Ostatní jezdci udržovali své pozice.

## Výsledky
1. Marcus Grönholm, Timo Rautiainen - Peugeot 206 WRC
2. Tommi Mäkinen, Lindström - Subaru Impreza WRC
3. Richard Burns, Robert Reid - Peugeot 206 WRC
4. Markko Märtin, Michael Park - Ford Focus RS WRC
5. Colin McRae, Derek Ringer - Citroën Xsara WRC
6. Petter Solberg, Phill Mills - Subaru Impreza WRC
7. Sébastien Loeb, Daniel Elena - Citroën Xsara WRC
8. Toni Gardemeister, Paavo Lukander - Škoda Octavia WRC
9. Carlos Sainz, Marc Martí - Citroën Xsara WRC
10. Freddy Loix, Smeets - Hyundai Accent WRC